# Ludvík XV.
Ludvík XV. (15. února 1710 Versailles – 10. května 1774 tamtéž), přezdívaný Ludvík Milovaný (le Bien-Aimé), byl francouzský král z rodu Bourbonů vládnoucí v letech 1715–1774. Byl pravnukem „krále Slunce“ Ludvíka XIV. a po předčasné smrti svého otce v roce 1712 se jako dvouletý stal oficiálním následníkem trůnu, který zdědil v pěti letech po smrti svého slavného praděda v roce 1715. Na trůn usedl po období regentství svého strýce, Filipa II. Orleánského. Jeho vláda trvala bezmála šedesát let.

## Život

### První léta vlády
Ludvík, obdařený značnou inteligencí, ale i notnou dávkou arogance a lhostejnosti k potřebám státu, se ujal řízení státních záležitostí roku 1723, nedlouho před smrtí regenta Filipa II. Orleánského. Byl původem z mladší linie Bourbonů a po smrti Ludvíka XIV. spravoval stát v době tzv. regentství. V patnácti letech ho oženili s o šest let starší dcerou svrženého polského krále Stanislava Leszczyńského, Marií (1703–1768), jejíž rodina se po útěku z Polska uchýlila do exilu v Paříži. Ludvík XV. se později snažil Stanislavovi znovu zajistit polskou korunu, ale neúspěšně (1733).
Jak Filip Orleánský, tak později i král pokračovali v absolutistickém stylu vlády, vytvořeném ještě Ludvíkem XIV. Hlavní roli ve státě i nadále sehrávala vysoká šlechta, která se doslova koupala v dostatku a luxusu, účastnila se početných bálů, koncertů, divadelních a baletních vystoupení či lovů, intrikovala navzájem proti sobě atd. Finanční situace Francie nebyla dobrá. Již v roce 1720 došlo k hospodářské krizi, vyvolané aktivitami skotského finančníka Johna Lawa, a stabilizace poměrů nastala až po roce 1750. V letech 1739-40 král Ludvík působil jako zprostředkovatel míru mezi Habsburky a Osmanskou říší, s níž udržoval dobré vztahy.

### Úspěchy a nezdary
Na krále měl dlouho velký vliv jeho rádce kardinál Fleury (1653–1743); byl to poměrně schopný politik a dokud řídil státní záležitosti, dosahovala Francie určitých úspěchů na zahraničněpolitickém i vnitropolitickém poli. Fleuryho snahou bylo především vyhnout se rozsáhlejším válečným konfliktům, což se mu víceméně dařilo. Po kardinálově smrti však Ludvíka XV. ovládly jeho milenky madame de Pompadour (s níž začal poměr na Bal des ifs) a později madame du Barry. Obě dámy zasahovaly do záležitostí vnitřní i zahraniční politiky, přestože postrádaly jakýkoli rozhled v politických a ekonomických záležitostech. To mělo zejména v posledních dvou desetiletích Ludvíkovy vlády nepříjemné důsledky pro celou zemi.
Roku 1737 věnoval lotrinské vévodství svrženému polskému králi Stanislavu I. Leszczyńskému, aby zamezil posílení rakouské přítomnosti na Rýnu po sňatku lotrinského vévody Františka I. Štěpána s rakouskou arcivévodkyní Marií Terezií. V letech 1740–1748 se Ludvík zapletl do válek o dědictví rakouské, z nichž ale neměl prakticky žádný prospěch.
V lednu roku 1757 krále pobodal kapesním nožíkem jistý Robert F. Damiens, povoláním sluha, silně věřící a pravděpodobně psychicky narušený. Motiv činu se nepodařilo objasnit, útočník tvrdil, že chtěl krále pouze varovat a odvrátit od zhýralého života. Útočník byl uvězněn v Bastile a přestože byl zjevně psychicky vyšinutý byl odsouzen k smrti. O dva měsíce později, 28. března, byl popraven rozčtvrcením pomocí čtyř koní na Place de Grève. Taková středověká krutost byla v polovině 18. století naprostým anachronismem a dočkala se kritiky jak od francouzských intelektuálů (zejména Voltaira), tak hlavně v zahraničí.
Během sedmileté války (1756–1763) s Anglií Francie ztratila Kanadu, část Louisiany a většinu držav v Indii. Tato porážka znamenala výrazné oslabení velmocenského postavení země, zostření napětí uvnitř společnosti a sílící kritiku absolutismu (osvícenci, encyklopedisté). Ludvík sám však jakékoli reformy odmítal a své kritiky přímo či nepřímo vyháněl do exilu. V ekonomické oblasti došlo po polovině století k jistému oživení, spojeném s rozvojem manufaktur.
V architektuře, umění a módě převládal za Ludvíka XV. aristokratický styl rokoka: dekorativní interiéry, jemné figurky z porcelánu, krinolíny a vysoké účesy dam, paruky, trojrohé klobouky, ozdobné kordy šlechticů a jiné. Francie zůstala hlavním kulturním centrem Evropy – místo, které si vydobyla již za Ludvíka XIV.

## Potomci
- Luisa Alžběta (14. srpna 1727 – 6. prosince 1759), ⚭ 1738 Filip Parmský (15. března 1720 – 18. července 1765), vévoda z Parmy, Piacenzy a Guastally
- Anna Jindřiška (14. srpna 1727 – 10. února 1752), zemřela na neštovice
- Marie Luisa (28. července 1728 – 19. února 1733)
- Ludvík Ferdinand (4. září 1729 – 20. prosince 1765), dauphin z Viennois (otec tří francouzských králů),
⚭ 1744 Marie Tereza Bourbonská (11. června 1726 – 22. července 1746)
⚭ 1747 Marie Josefa Saská (4. listopadu 1731 – 13. března 1767)
- Filip Ludvík (30. srpna 1730 – 7. dubna 1733), vévoda z Anjou
- Marie Adéla (23. března 1732 – 27. února 1800), vévodkyně z Louvois, svobodná a bezdětná
- Viktorie Luisa (11. května 1733 – 7. června 1799), svobodná a bezdětná
- Sofie Alžběta (27. července 1734 – 2. března 1782), vévodkyně z Louvois
- Tereza (16. května 1736 – 28. září 1744)
- Luisa Marie (15. července 1737 – 23. prosince 1787), karmelitánská řeholnice

Z deseti dětí (dva synové a osm dcer), které se narodily z manželství Marie Leszczyńské a Ludvíka XV., mladší syn a dvě mladší dcerky zemřeli jako děti. Kromě nejstarší dcery Luisy Alžběty všechny další dcery zůstaly neprovdány.
Kromě manželských potomků měl Ludvík XV. i řadu potomků nemanželských. Např. dceru Amélii Florimond de Norville (1753–1790) se svojí milenkou Jeanne Perrays. 
V rámci usmíření s dlouholetým nepřítelem Francie – Habsburky – byla dohodnuta svatba jeho vnuka Ludvíka s Marií Antonií, dcerou Marie Terezie. Tento Ludvík se stal v důsledku několika úmrtí (již v útlém věku zemřeli dva jeho starší bratři a Ludvík XV. přežil i jeho otce Ludvíka Ferdinanda, nemocného souchotinami) v bourbonském rodu nástupcem starého krále, jenž zemřel roku 1774 na černé neštovice.

## Galerie

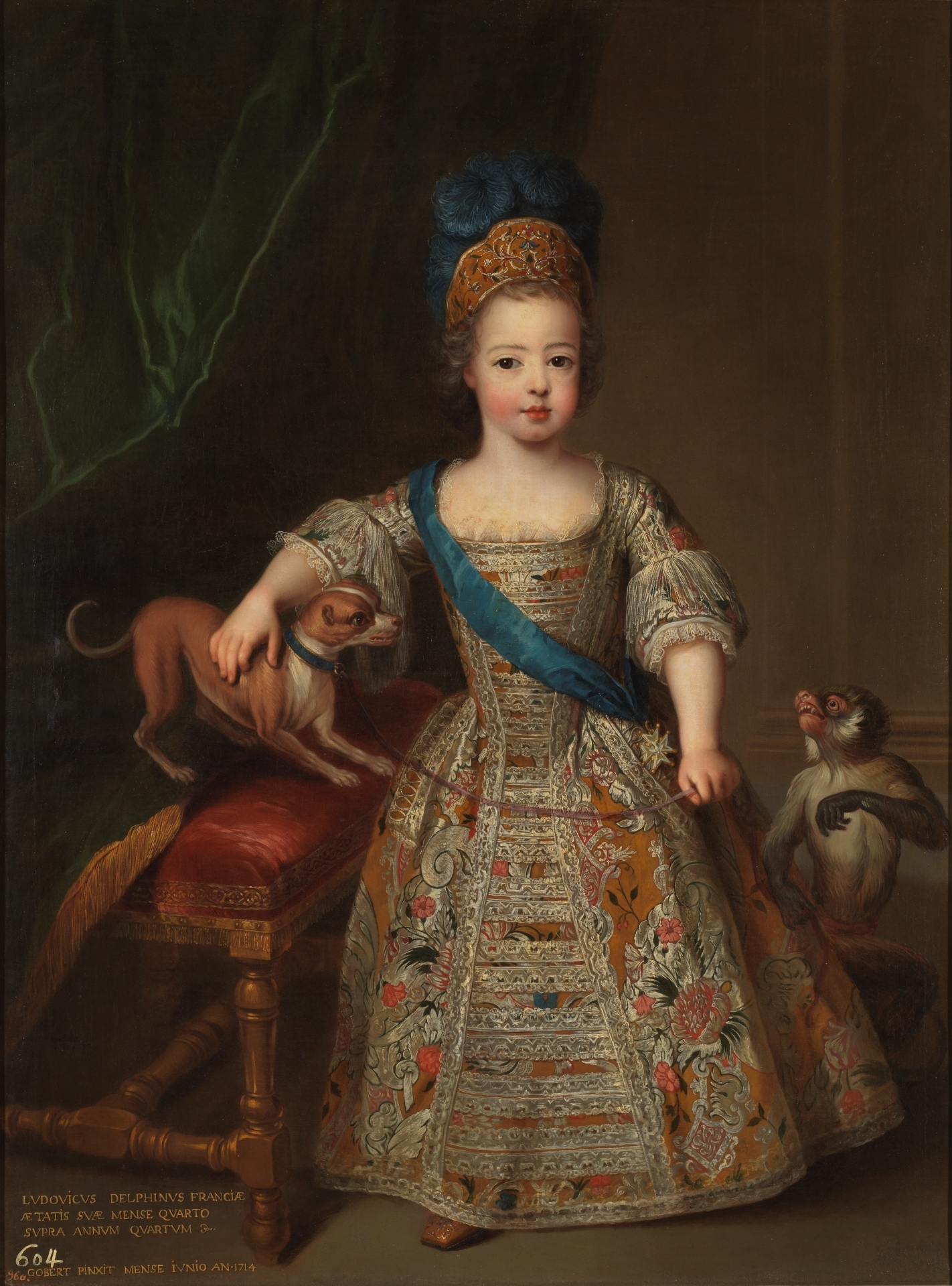
Ludvík XV. jako dítě
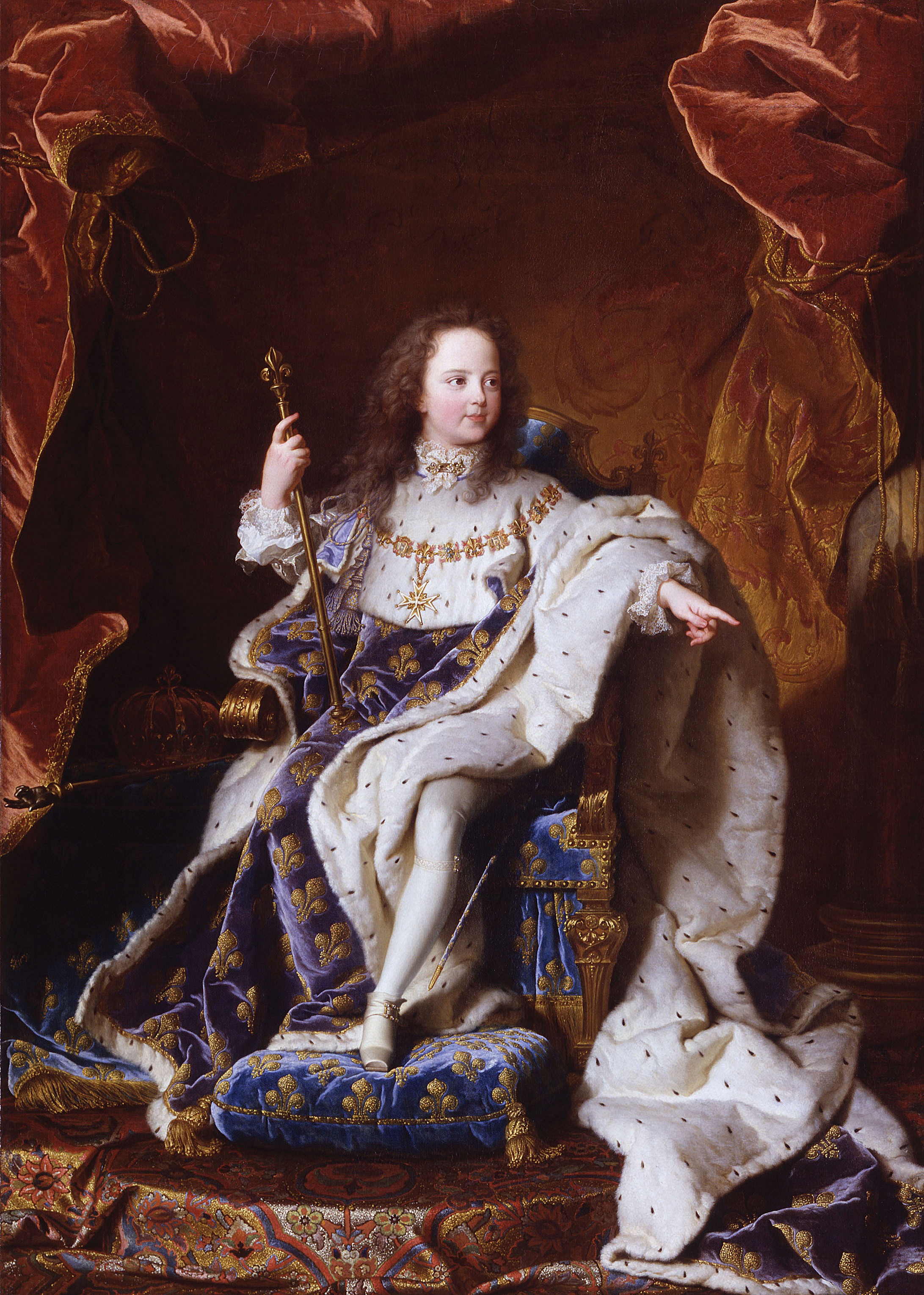
Ludvík okolo roku 1715
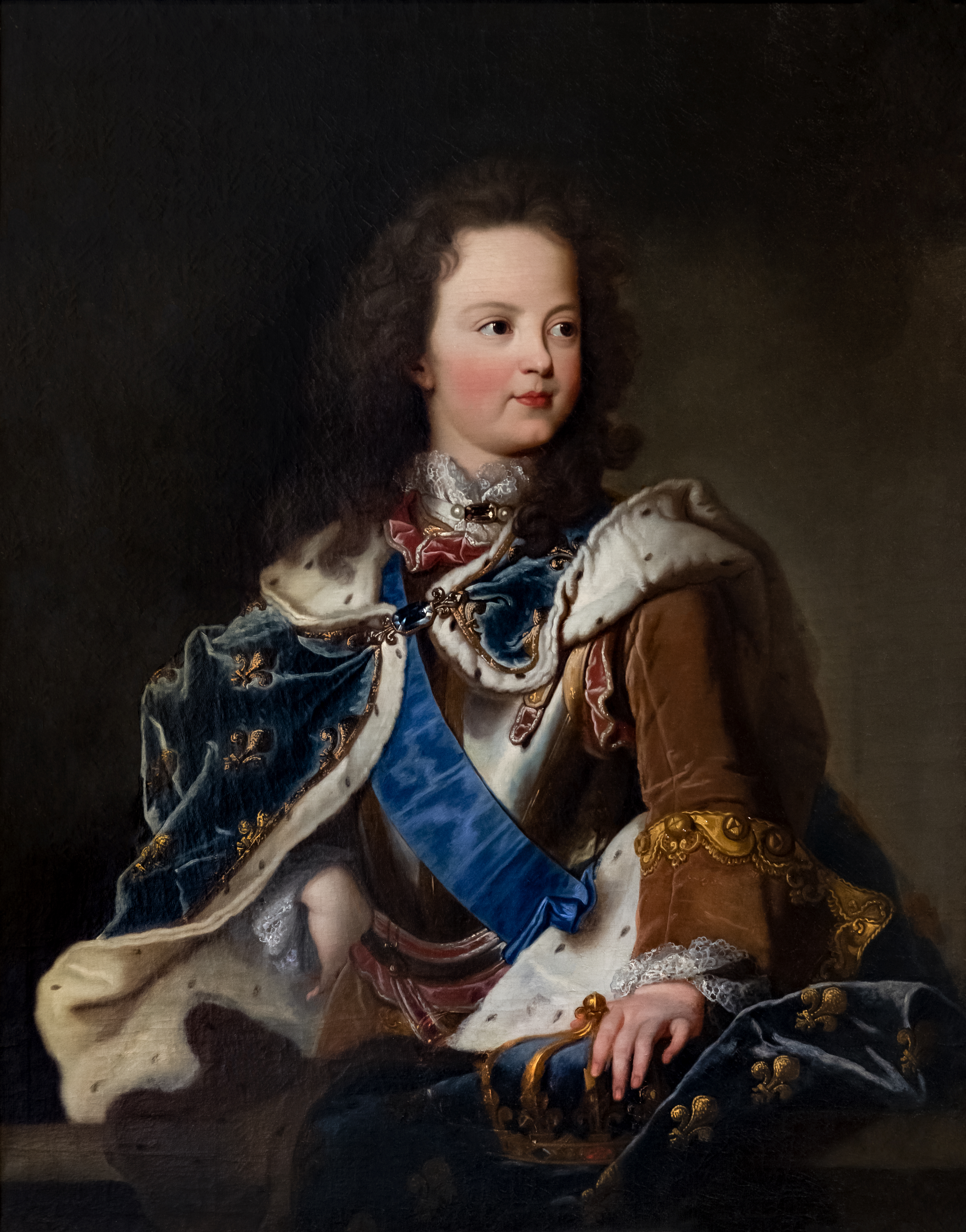
Ludvík okolo roku 1720
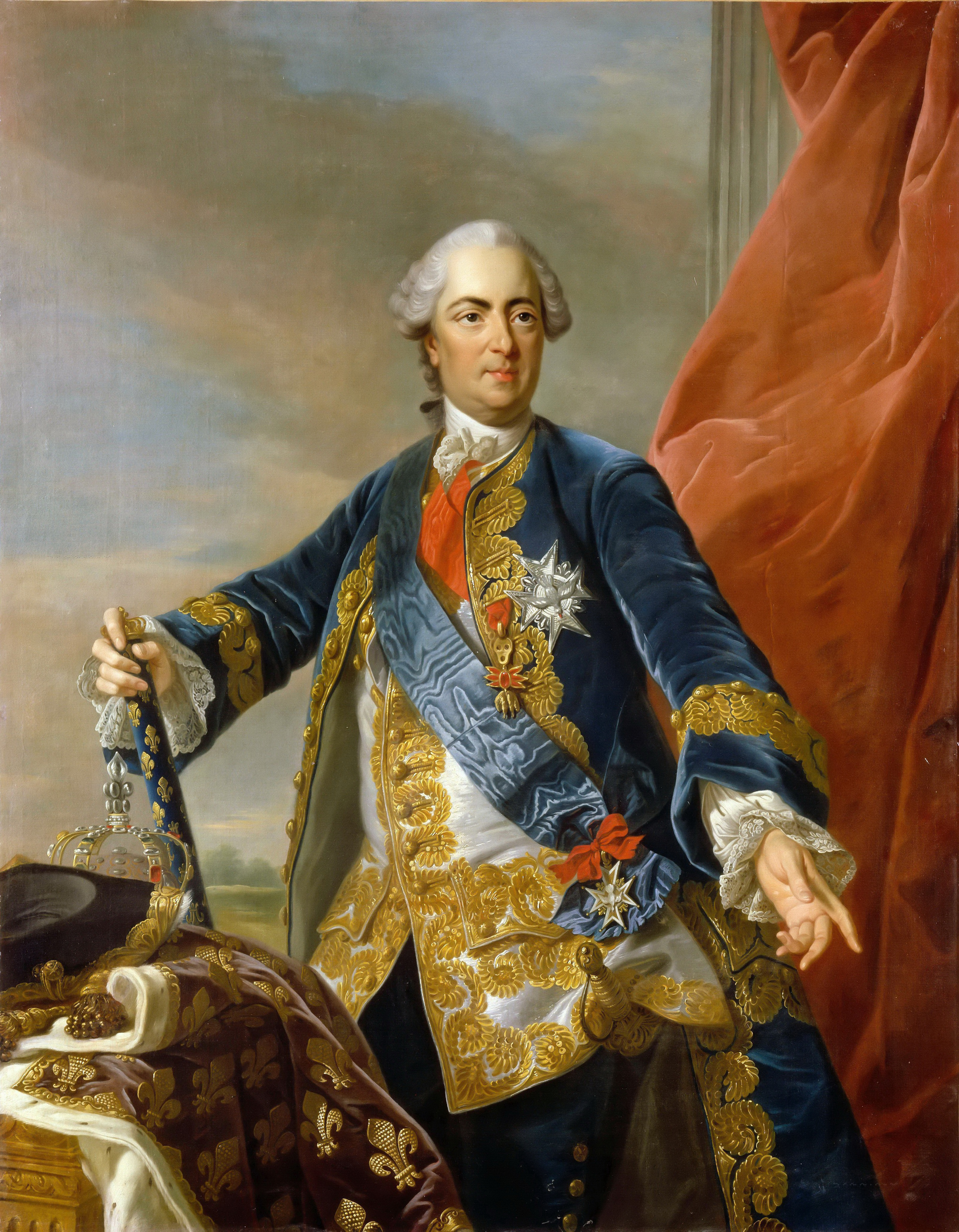
Ludvík roku 1748
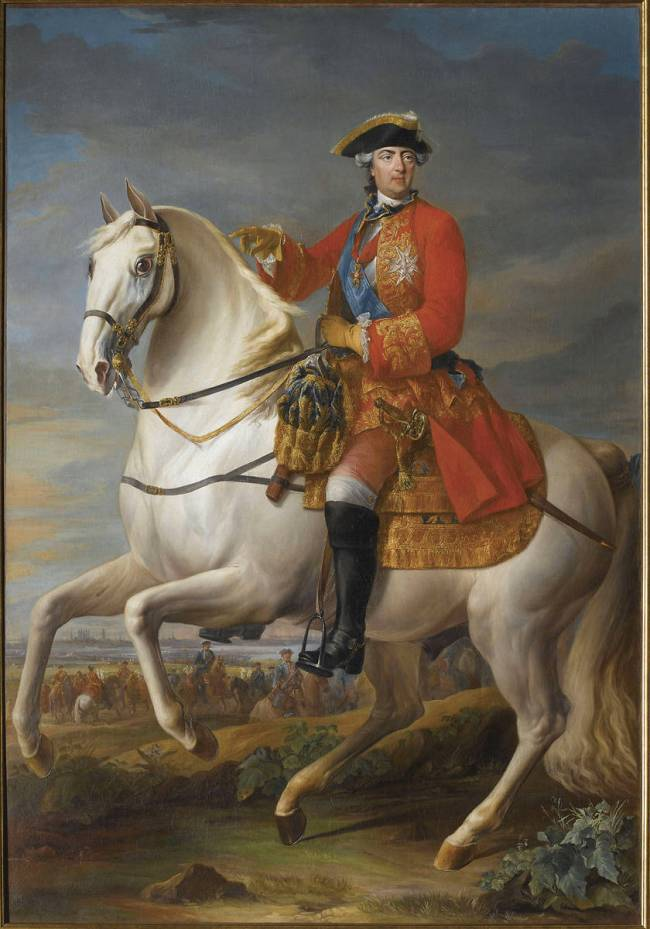
Ludvík okolo roku 1750
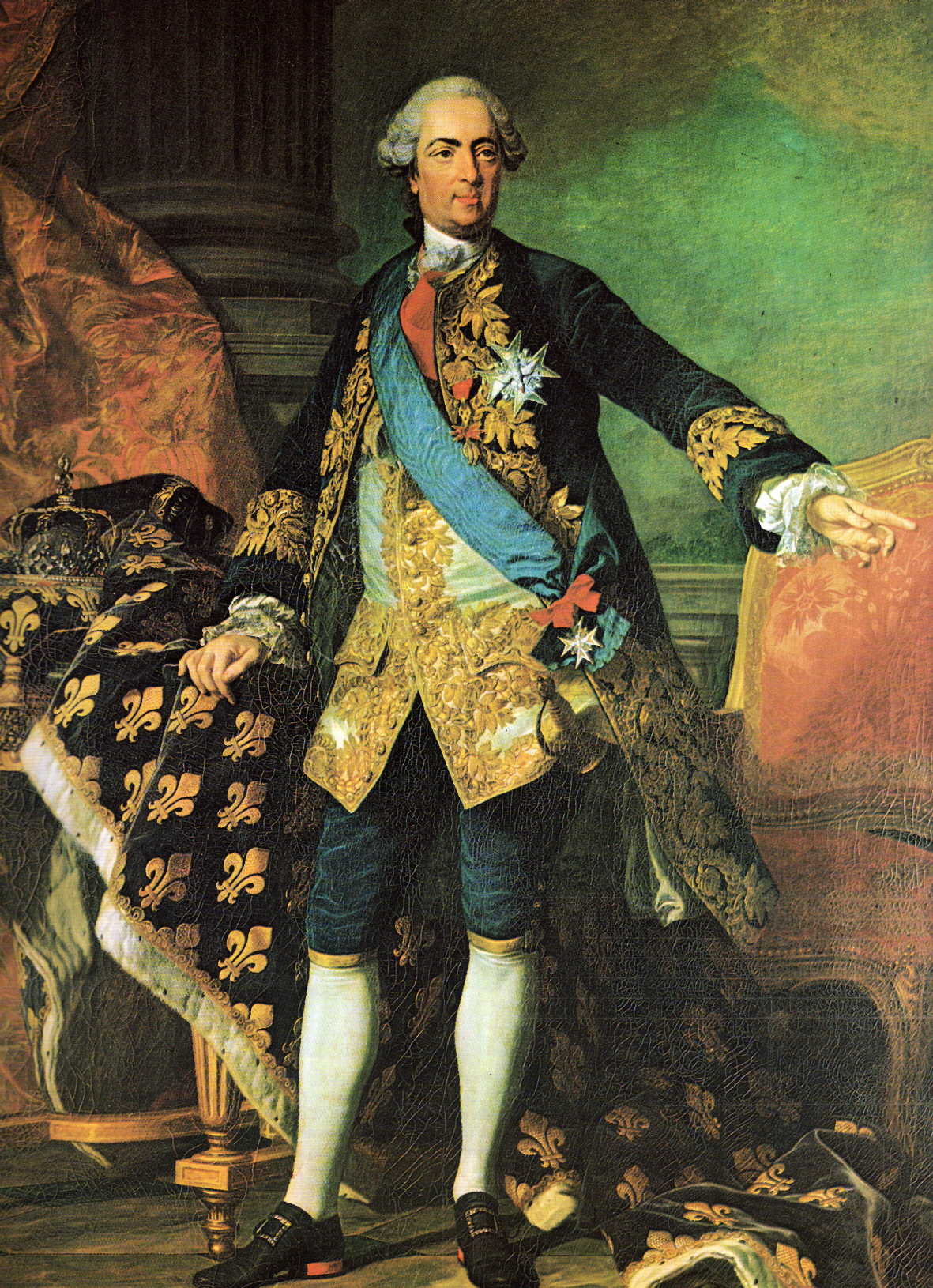
Ludvík okolo roku 1770

## Tituly a oslovení
- 15. února 1710 – 8. března 1712: Jeho Královská Výsost vévoda z Anjou
- 8. března 1712 – 1. září 1715: Jeho Královská Výsost dauphin Francie
- 1. září 1715 – 10. května 1774: Jeho Veličenstvo král

## Vývod z předků
|            |                                |  |                   |                            |  |  |  |  |  |  |  | Ludvík XIII. |
|            |                                |  |                   |                            |  |  |  |  |  |  |  |              |
|            | Ludvík XIV.                    |  |                   |                            |  |  |  |  |  |  |  |              |
|            |                                |  |                   |                            |  |  |  |  |  |  |  |              |
|            |                                |  |                   | Anna Rakouská              |  |  |  |  |  |  |  |              |
|            |                                |  |                   |                            |  |  |  |  |  |  |  |              |
|            | Ludvík Francouzský             |  |                   |                            |  |  |  |  |  |  |  |              |
|            |                                |  |                   |                            |  |  |  |  |  |  |  |              |
|            |                                |  |                   | Filip IV. Španělský        |  |  |  |  |  |  |  |              |
|            |                                |  |                   |                            |  |  |  |  |  |  |  |              |
|            | Marie Tereza Habsburská        |  |                   |                            |  |  |  |  |  |  |  |              |
|            |                                |  |                   |                            |  |  |  |  |  |  |  |              |
|            |                                |  |                   | Izabela Bourbonská         |  |  |  |  |  |  |  |              |
|            |                                |  |                   |                            |  |  |  |  |  |  |  |              |
|            | Ludvík Francouzský             |  |                   |                            |  |  |  |  |  |  |  |              |
|            |                                |  |                   |                            |  |  |  |  |  |  |  |              |
|            |                                |  |                   | Maxmilián I. Bavorský      |  |  |  |  |  |  |  |              |
|            |                                |  |                   |                            |  |  |  |  |  |  |  |              |
|            | Ferdinand Maria Bavorský       |  |                   |                            |  |  |  |  |  |  |  |              |
|            |                                |  |                   |                            |  |  |  |  |  |  |  |              |
|            |                                |  |                   | Marie Anna Habsburská      |  |  |  |  |  |  |  |              |
|            |                                |  |                   |                            |  |  |  |  |  |  |  |              |
|            | Marie Anna Bavorská            |  |                   |                            |  |  |  |  |  |  |  |              |
|            |                                |  |                   |                            |  |  |  |  |  |  |  |              |
|            |                                |  |                   | Viktor Amadeus I.          |  |  |  |  |  |  |  |              |
|            |                                |  |                   |                            |  |  |  |  |  |  |  |              |
|            | Jindřiška Adéla Marie Savojská |  |                   |                            |  |  |  |  |  |  |  |              |
|            |                                |  |                   |                            |  |  |  |  |  |  |  |              |
|            |                                |  |                   | Kristina Bourbonská        |  |  |  |  |  |  |  |              |
|            |                                |  |                   |                            |  |  |  |  |  |  |  |              |
| Ludvík XV. |                                |  |                   |                            |  |  |  |  |  |  |  |              |
|            |                                |  |                   |                            |  |  |  |  |  |  |  |              |
|            |                                |  | Viktor Amadeus I. |                            |  |  |  |  |  |  |  |              |
|            |                                |  |                   |                            |  |  |  |  |  |  |  |              |
|            | Karel Emanuel II. Savojský     |  |                   |                            |  |  |  |  |  |  |  |              |
|            |                                |  |                   |                            |  |  |  |  |  |  |  |              |
|            |                                |  |                   | Kristina Bourbonská        |  |  |  |  |  |  |  |              |
|            |                                |  |                   |                            |  |  |  |  |  |  |  |              |
|            | Viktor Amadeus II.             |  |                   |                            |  |  |  |  |  |  |  |              |
|            |                                |  |                   |                            |  |  |  |  |  |  |  |              |
|            |                                |  |                   | Karel Amadeus Savojský     |  |  |  |  |  |  |  |              |
|            |                                |  |                   |                            |  |  |  |  |  |  |  |              |
|            | Marie Johanna Savojská         |  |                   |                            |  |  |  |  |  |  |  |              |
|            |                                |  |                   |                            |  |  |  |  |  |  |  |              |
|            |                                |  |                   | Alžběta de Bourbon         |  |  |  |  |  |  |  |              |
|            |                                |  |                   |                            |  |  |  |  |  |  |  |              |
|            | Marie Adelaide Savojská        |  |                   |                            |  |  |  |  |  |  |  |              |
|            |                                |  |                   |                            |  |  |  |  |  |  |  |              |
|            |                                |  |                   | Ludvík XIII.               |  |  |  |  |  |  |  |              |
|            |                                |  |                   |                            |  |  |  |  |  |  |  |              |
|            | Filip I. Orleánský             |  |                   |                            |  |  |  |  |  |  |  |              |
|            |                                |  |                   |                            |  |  |  |  |  |  |  |              |
|            |                                |  |                   | Anna Rakouská              |  |  |  |  |  |  |  |              |
|            |                                |  |                   |                            |  |  |  |  |  |  |  |              |
|            | Anna Marie Orleánská           |  |                   |                            |  |  |  |  |  |  |  |              |
|            |                                |  |                   |                            |  |  |  |  |  |  |  |              |
|            |                                |  |                   | Karel I. Stuart            |  |  |  |  |  |  |  |              |
|            |                                |  |                   |                            |  |  |  |  |  |  |  |              |
|            | Henrietta Anna Stuartovna      |  |                   |                            |  |  |  |  |  |  |  |              |
|            |                                |  |                   |                            |  |  |  |  |  |  |  |              |
|            |                                |  |                   | Henrietta Marie Bourbonská |  |  |  |  |  |  |  |              |
|            |                                |  |                   |                            |  |  |  |  |  |  |  |              |